# Улица Пименова
Улица Пименова — улица в Феодосии, начинается из тупика у территории бывшей Феодосийской мужской гимназии (в начале XX века тут была базарная площадь) и проходит до улицы Гоголя.

## История
Улица проходит, повторяя внешнюю границу средневековых крепостных укреплений Феодосии (Адмиральский бульвар). Историческое название — Первая продольная.
В советское время древняя мечеть на улице была закрыта, в её помещении открыли продовольственный магазин
В 1920 году, после смерти мужа, Ф. И. Зибольда, его вдова продала свой дом (№ 4) и в нём была организована начальная школа
В послевоенное время улица получила новое название в честь рабочего Феодосийского порта Терентия Пименова (1879—1918), погибшего в вооружённом столкновении рабочих с правительственными войсками.
11 декабря 2020 года на д. 16 установлена мемориальная доска известному крымскому учёному-лесоводу Ф. Зибольду

## Достопримечательности
Бывшая мечеть Якуби-Джами (на пересечении с Армянской улицей)

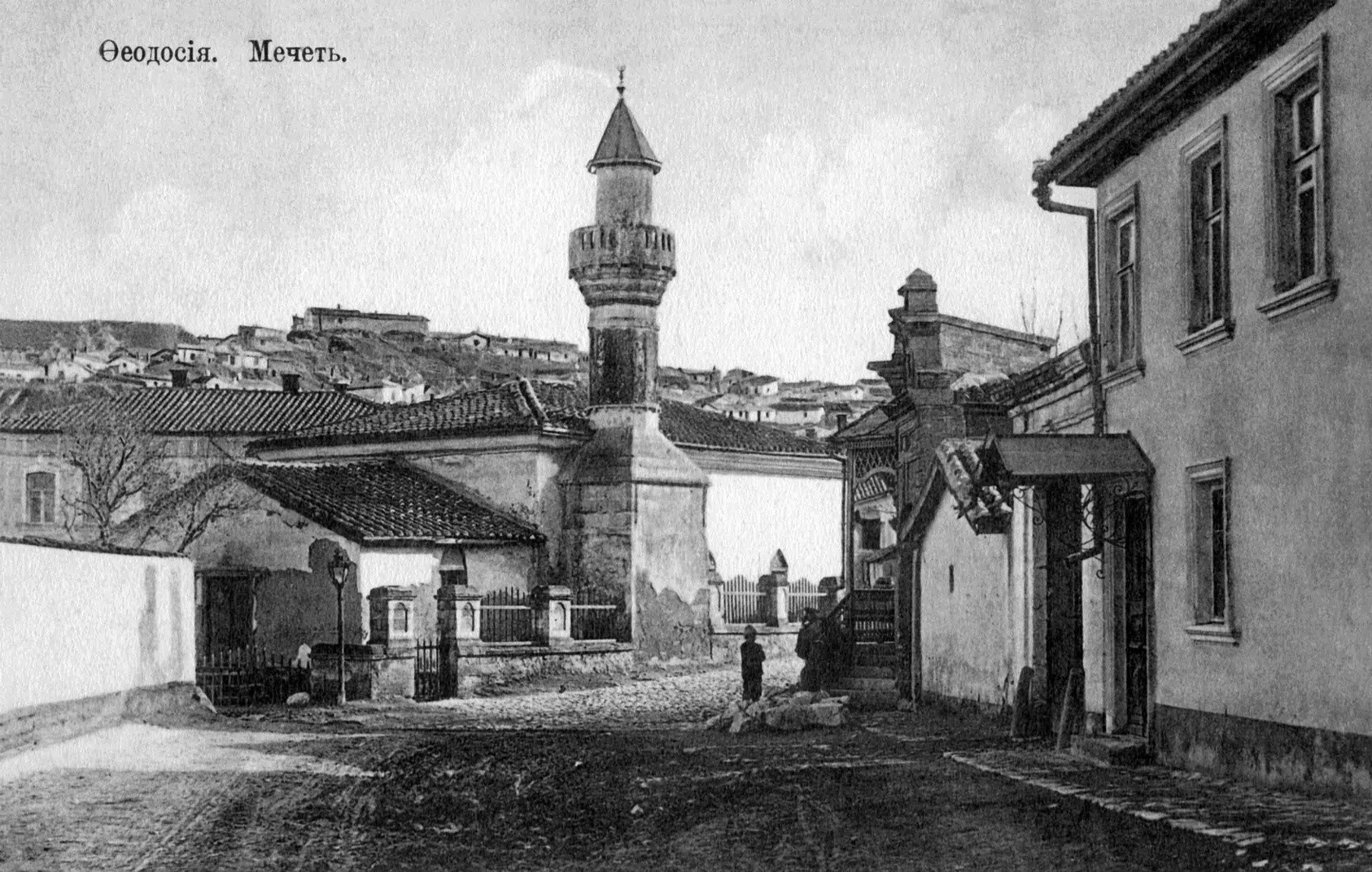
Мечеть Якуби-Джами со стороны улицы Пименова, ок. 1910.

## Известные жители
д. 4 — С. И. Веребрюсов (1819—1884), пятый директор Феодосийского краеведческого музея.
д. 16 — Ф. И. Зибольд (1850—1920), известный учёный-лесовод (мемориальная доска).